# Vallejera de Riofrío
Vallejera de Riofrío ist ein Ort und eine westspanische Gemeinde (municipio) mit 72 Einwohnern (Stand: 2024) in der Provinz Salamanca in der Autonomen Region Kastilien-León. Neben dem Hauptort Vallejera gehört auch die Ortschaft El Pueblo zur Gemeinde.

## Lage
Vallejera de Riofrío liegt etwa 65 Kilometer südlich von Salamanca und etwa 210 Kilometer westlich von Madrid in einer Höhe von ca. 1150 m. Durch die Gemeinde führt die Autovía A-66.
Das Klima im Winter ist kühl, im Sommer dagegen durchaus warm; die Niederschlagsmengen (838 mm) fallen – mit Ausnahme der nahezu regenlosen Sommermonate – verteilt übers ganze Jahr.

## Bevölkerungsentwicklung
| Jahr      | 1970 | 1981 | 1991 | 2001 | 2011 | 2021 |
| Einwohner | 191  | 90   | 48   | 51   | 68   | 69   |

Der deutliche Bevölkerungsrückgang seit den 1950er Jahren ist im Wesentlichen auf die Mechanisierung der Landwirtschaft sowie auf die Aufgabe von bäuerlichen Kleinbetrieben und den damit einhergehenden Verlust an Arbeitsplätzen zurückzuführen (Landflucht).

## Wirtschaft
Vallejera de Riofrío profitiert erheblich vom Skitourismus mit dem Skigebiet von Esquí La Covatilla.

## Sehenswürdigkeiten
- Marienkirche (Iglesia de Nuestra Señora de la Encarnación,)

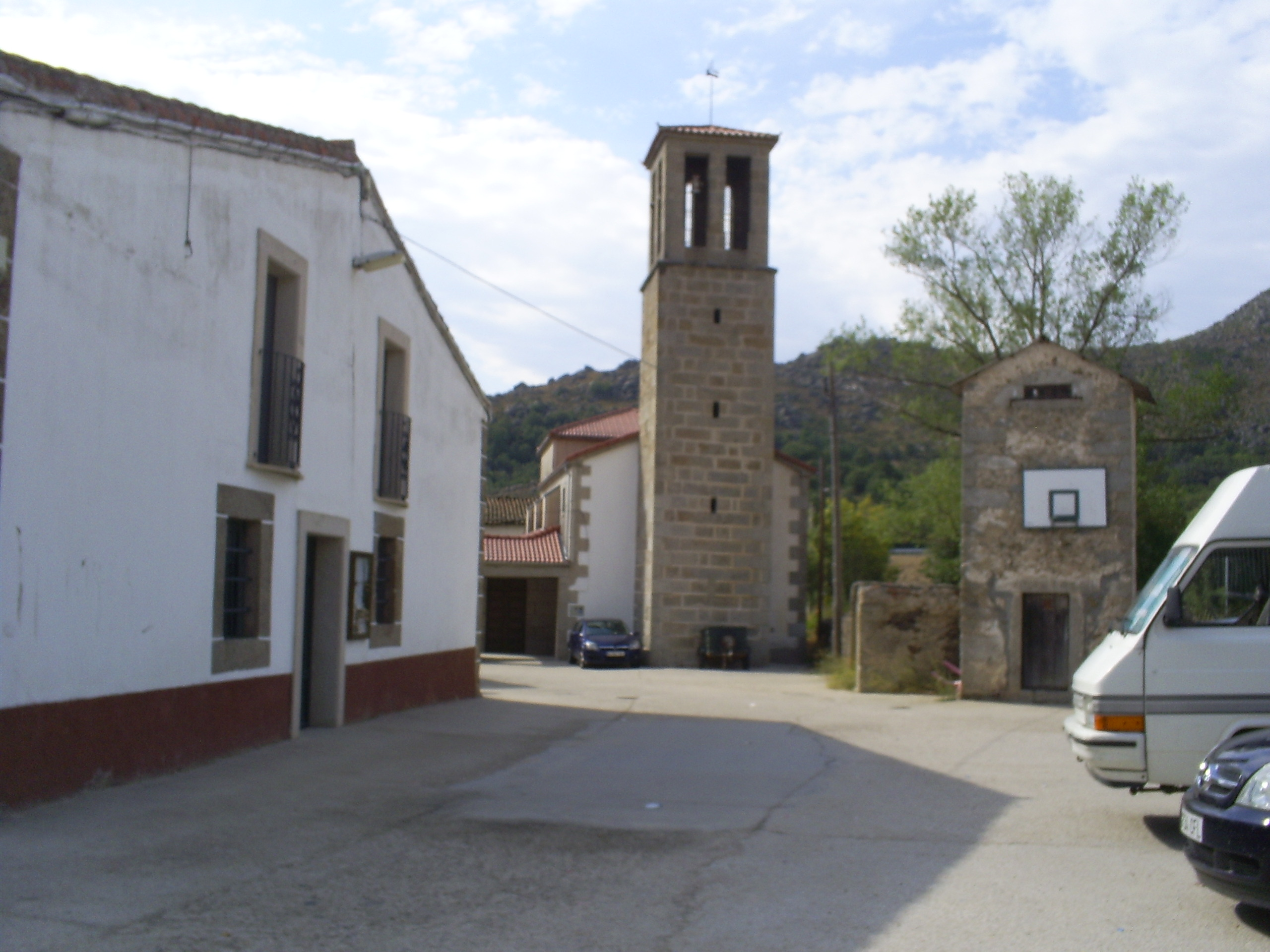
Marienkirche